# Собор Санта-Мария-Ассунта (Кортона)
Собор Санта-Мария-Ассунта (итал. Concattedrale di Santa Maria Assunta) — кафедральный собор в честь «Вознесения Девы Марии» в Кортоне, провинция Ареццо, области Тоскана, Италия. Сокафедральный собор епархии Ареццо-Кортона-Сансеполькро.

## История
Собор возведён на руинах языческого храма, построенного, вероятно, между V и VI веками, и документирован в XI веке в качестве приходской церкви. Когда в 1325 году была основана епархия Кортоны, церковь не была выбрана в качестве собора, хотя пристроенные помещения сразу же стали резиденцией епископа. Во второй половине XV века интерьер церкви был переделан в соответствии с новыми архитектурными канонами эпохи Возрождения, что, возможно, было сделано с целью подготовить древнюю приходскую церковь, рядом с которой более века постоянно проживал епископ, к новой роли собора, утверждённой в 1507 году папой Юлием II.

## Архитектура
На фасаде собора видны последствия перестроек, имевших место в разные эпохи. Самые старые элементы относятся к фасаду романской эпохи и представляют собой небольшие колонны по сторонам портала, а также часть центральной арки. Их расположение свидетельствует о том, насколько ниже был уровень древней приходской церкви, поднятый при замощении площади. О средневековье напоминают также длинное узкое окно и мраморная плита с гербом XIV века. Остальные части фасада относится к XV веку.
С правой стороны расположена лоджия, построенная в конце XVI века и закрывшая окна, выходящие на юг, а также прекрасный боковой портал в стиле Возрождения из серого камня. Кампанила (колокольня) датируется второй половиной XVI века и приписывается Франческо Лапарелли.

## Интерьер
Внутри церковь имеет ренессансный облик с более поздними дополнениями. Цилиндрический свод, покрывающий центральный неф, датируется началом восемнадцатого века. Характерны круглые окна и эффектная триумфальная арка, предваряющая алтарь. Продольный план разделён на три нефа, отмеченных колоннами с капителями, на которые опираются полуциркульные арки, приём, заимствованный из тосканского Ренессанса и творчества Филиппа Брунеллески. Боковые алтари были добавлены в семнадцатом веке.
Интерьер богат произведениями искусства, некоторые из которых происходят из разрушенных или закрытых церквей Кортоны. У входа справа находится неоклассический надгробный памятник Джованни Баттисте Томмази, важному дворянину из Кортоны, умершему в 1805 году и последнему великому магистру Суверенного военного Мальтийского ордена.
В правом нефе, у первого алтаря, находится реликварий конца XVII века, у второго алтаря — картина «Преображение» Рафаэлло Ванни, а у третьего — «Мадонна с Младенцем» XVI века, произведение неизвестного автора. Почти напротив находится прекрасная деревянная кафедра работы Микеланджело Леджи, известная как Меццанотте (1524). На последнем алтаре справа находится картина «Смерть Святого Иосифа» работы Лоренцо Берреттини.
В хоре правого нефа находится орган, построенный в 1840 году флорентийцем Антонио Дуччи с использованием звукового материала органа XVI века Джованни ди Антонио Пифферо, который, в свою очередь, несколько раз модифицировался. Орган с одной клавиатурой и педальной панелью с октавной регулировкой имеет 26 регистров и управляется механически.
В правой апсиде находится скульптурный табернакль с образом Мадонны дель Пианто (Оплакивающей Христа) из расписной терракоты, работа неизвестного немецкого художника XIV века.
В центральной апсиде находится богатый главный алтарь из мрамора и полудрагоценных камней, созданный в 1664 году Франческо Маццуоли. Хор за ним — работа Винченцо Конти и Стефано Фаббруччи из Кортоны (1684—1688). В хоре за алтарём, имеется несколько важных картин. Среди них «Мадонна дель Розарио» Чиголи (Лодовико Карди), «Освящение церкви Сантиссимо Сальваторе» работы Андреа Коммоди (1607), картина, перенесённая в собор в конце XVIII века из капеллы Сан-Сальваторе. Также в хоре находится алтарь с изображением Сошествия Святого Духа, датируемый 1528—1529 годами и приписываемый Томмазо Бернабеи, известному как Папачелло.
В левой апсиде находится алтарный образ «Причастие Марии» (la Comunione di Maria) работы Сальви Кастеллуччи, а рядом с ним — мозаика «Христос Искупитель» (del Redentore). С наружной стороны капеллы, на левой стене, находится ценный мраморный киворий, его атрибуция колеблется между учеником Мино да Фьезоле и Урбано да Кортона (1491).
Далее по левому нефу расположен образ «Мадонны с Младенцем и святыми» Лоренцо Берреттини, деревянное распятие XVII века работы Андреа Селлари, а далее, на алтаре Капулли, находится картина «Поклонение пастухов» Пьетро Берреттини, известного как Пьетро да Кортона, датируемое примерно 1663 годом. Вероятно, соавтором картины был Лоренцо, троюродный брат Берреттини, чей стиль особенно заметен в фигуре Мадонны и Её маленького Сына. На следующем алтаре мы видим «Мученичество Святого Себастьяна» работы Ладзаро Бальди, а на последнем — «Мадонну делла Манна», расписную терракоту XV века.
В сакристии собора хранятся многие ценные реликвии. Чаша епископа Герарди, выполненная в 1749 году из чистого золота, украшенная чеканкой и резцом, является одним из самых значительных предметов ювелирного искусства XVIII века, вероятно, римского производства, как и три из четырёх бюстов-реликвариев, которые демонстрируют только на самых важных церемониях. Наряду с изделиями ювелиров здесь представлены дорогие ризы XVII и XVIII веков, в том числе великолепно вышитая риза XVII века и трехъярусная подвеска, также XVII века, украшенная мотивом граната.

## Епархиальный музей
В Епархиальном музее выставлены некоторые предметы обстановки собора: от занавеси, подаренной в 1526 году семьей Пассерини, настоящего шедевра текстильного искусства эпохи Возрождения, до драгоценного реликвария, подаренного жителям Кортоны Якопо Вануччи в 1458 году. Среди картин, хранящихся в музее, — прекрасная «Маэста» Пьетро Лоренцетти, написанная до 1320 года и хранившаяся в соборе в первом десятилетии двадцатого века, «Вознесение Девы Марии» Луки Синьорелли, написанное в 1519—1520 годах.

## Галерея

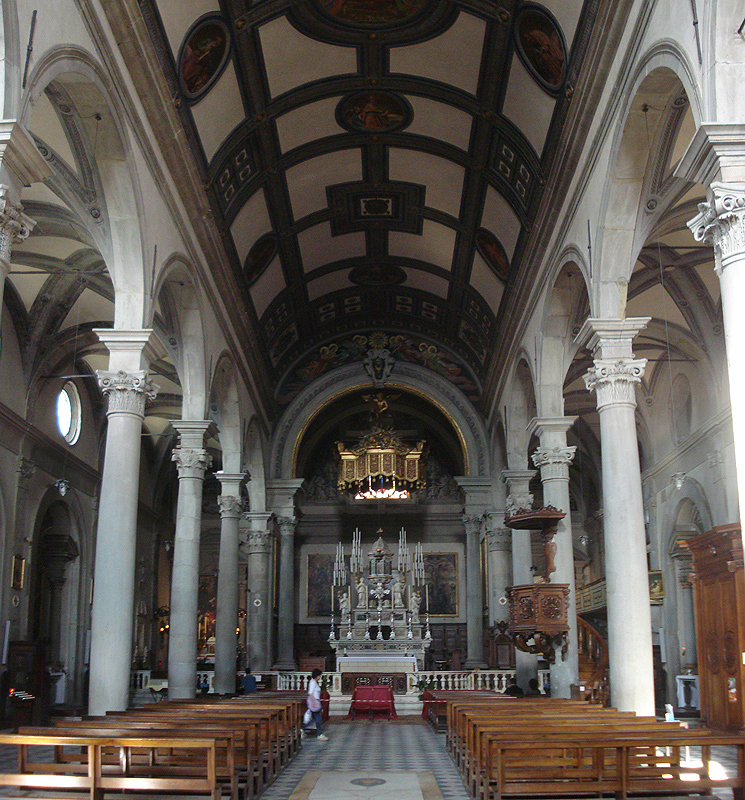
Интерьер
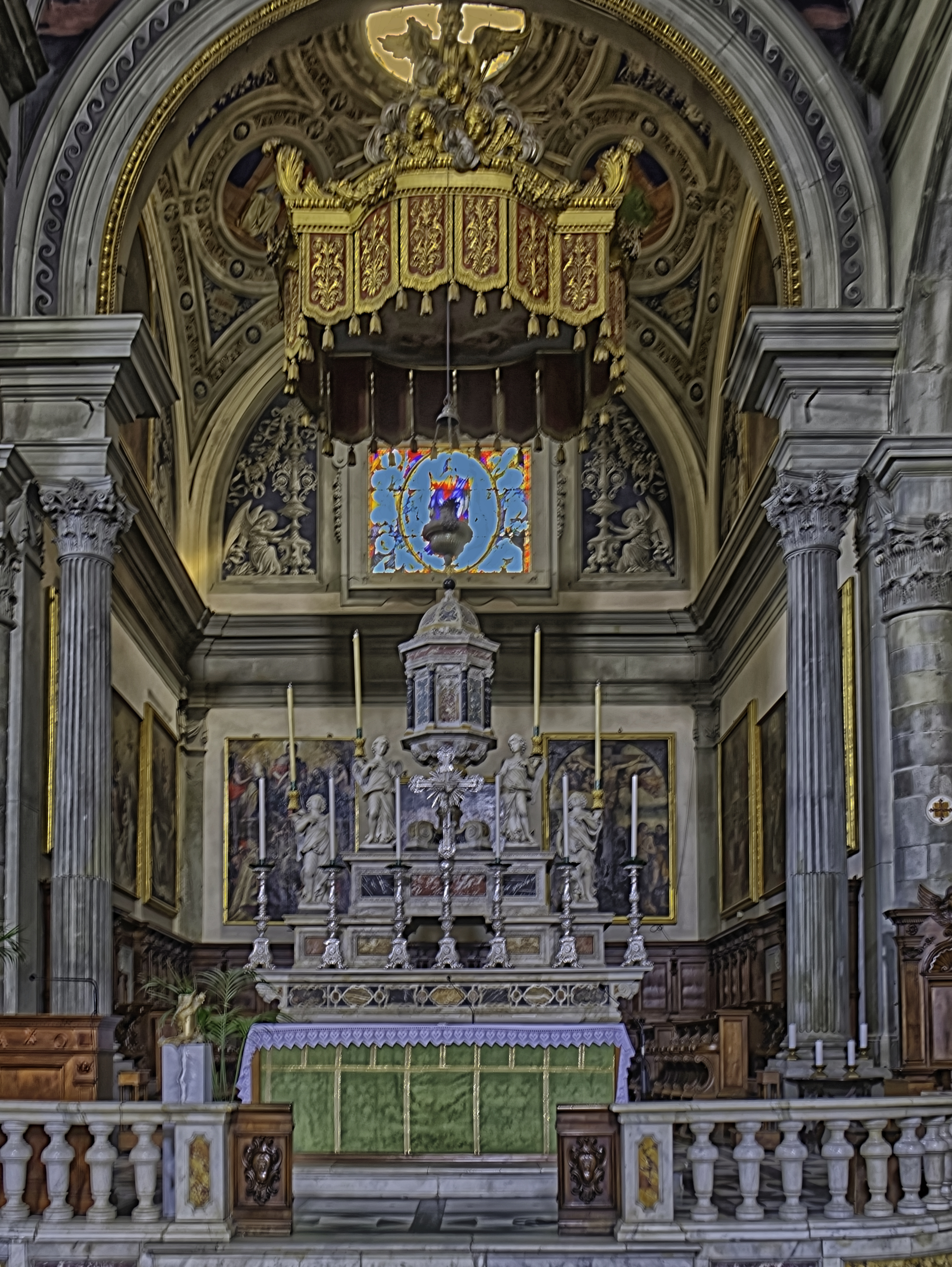
Центральная апсида
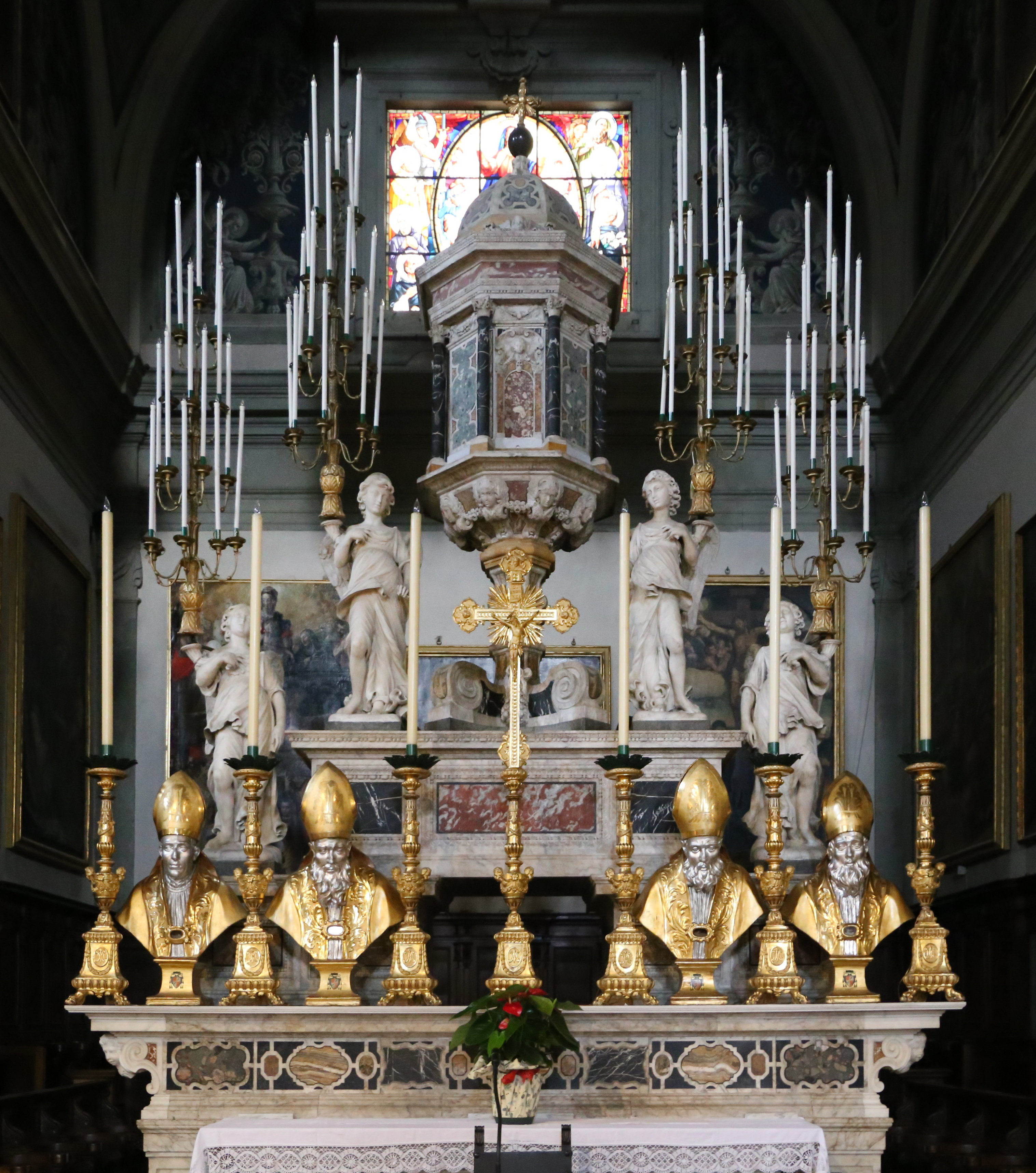
Главный алтарь. 1664
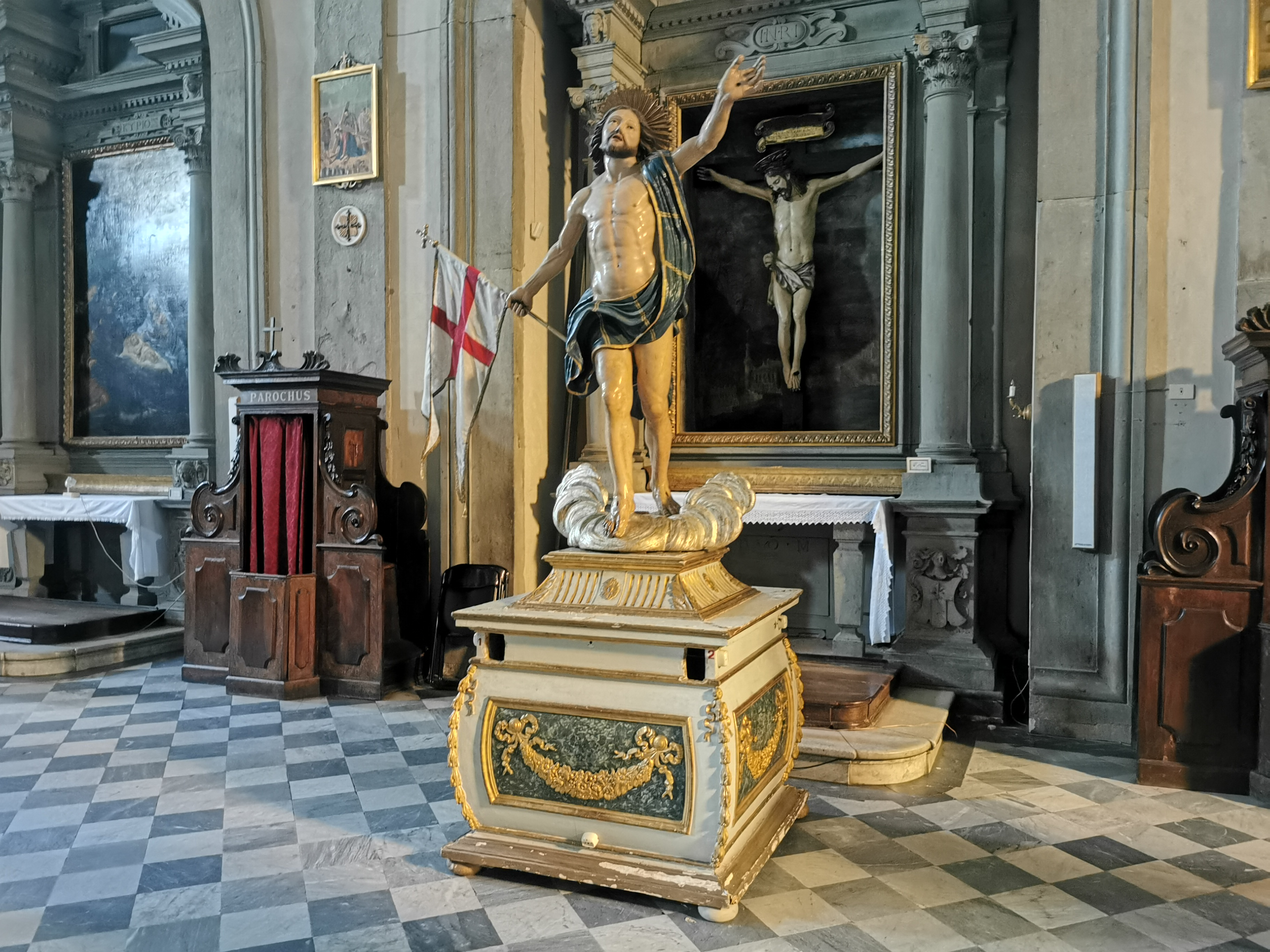
Боковой неф
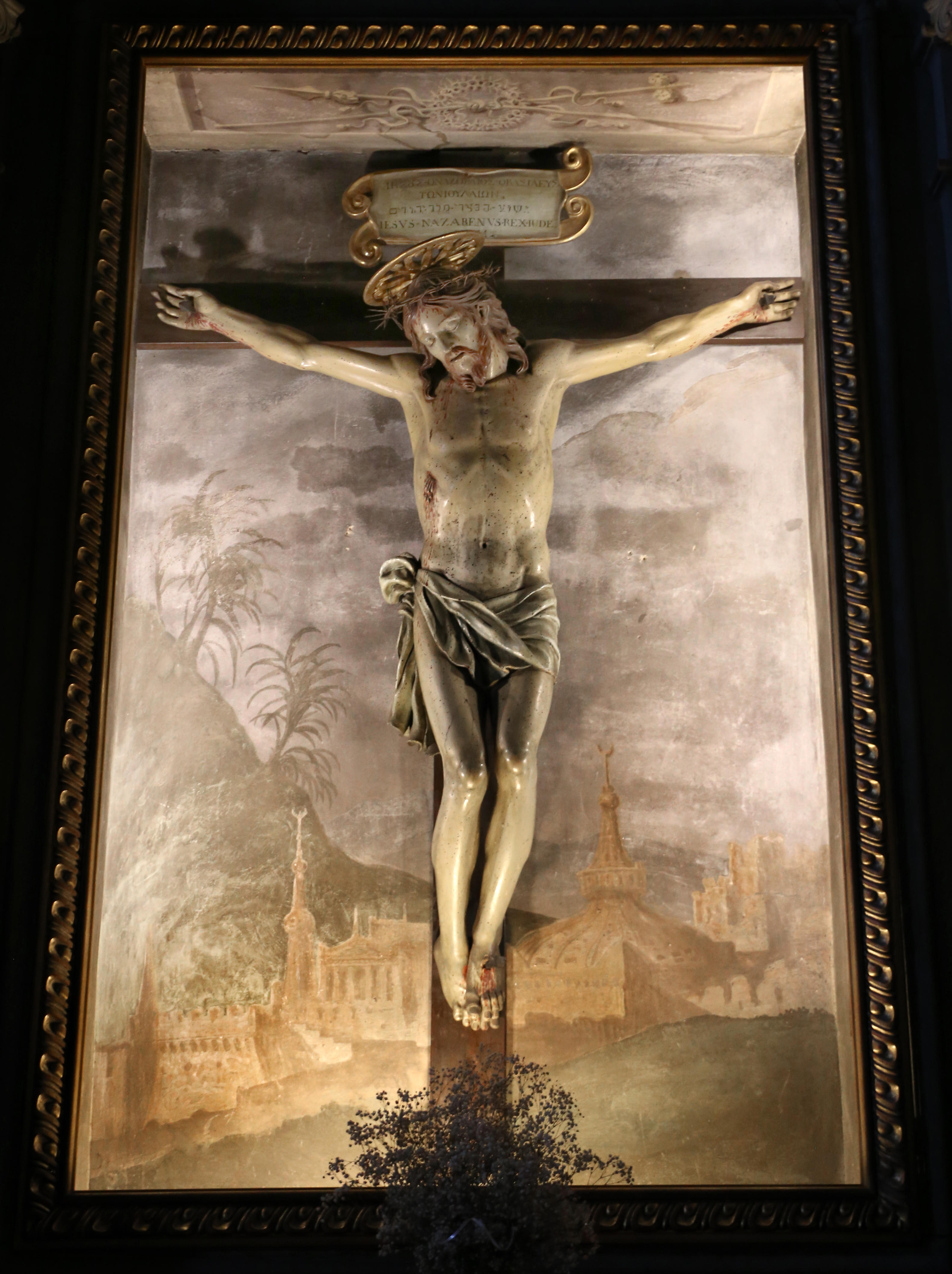
Андреа Селлари. Распятие. Между 1625 и 1670. Дерево
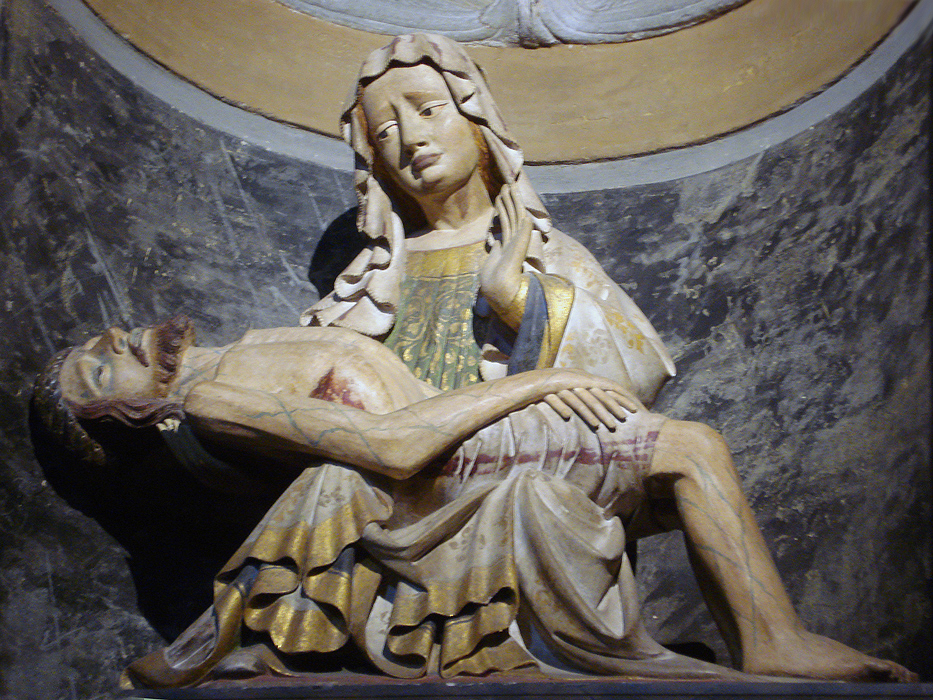
Мадонна скорбящая (Madonna del pianto). XIII в. Терракота, роспись
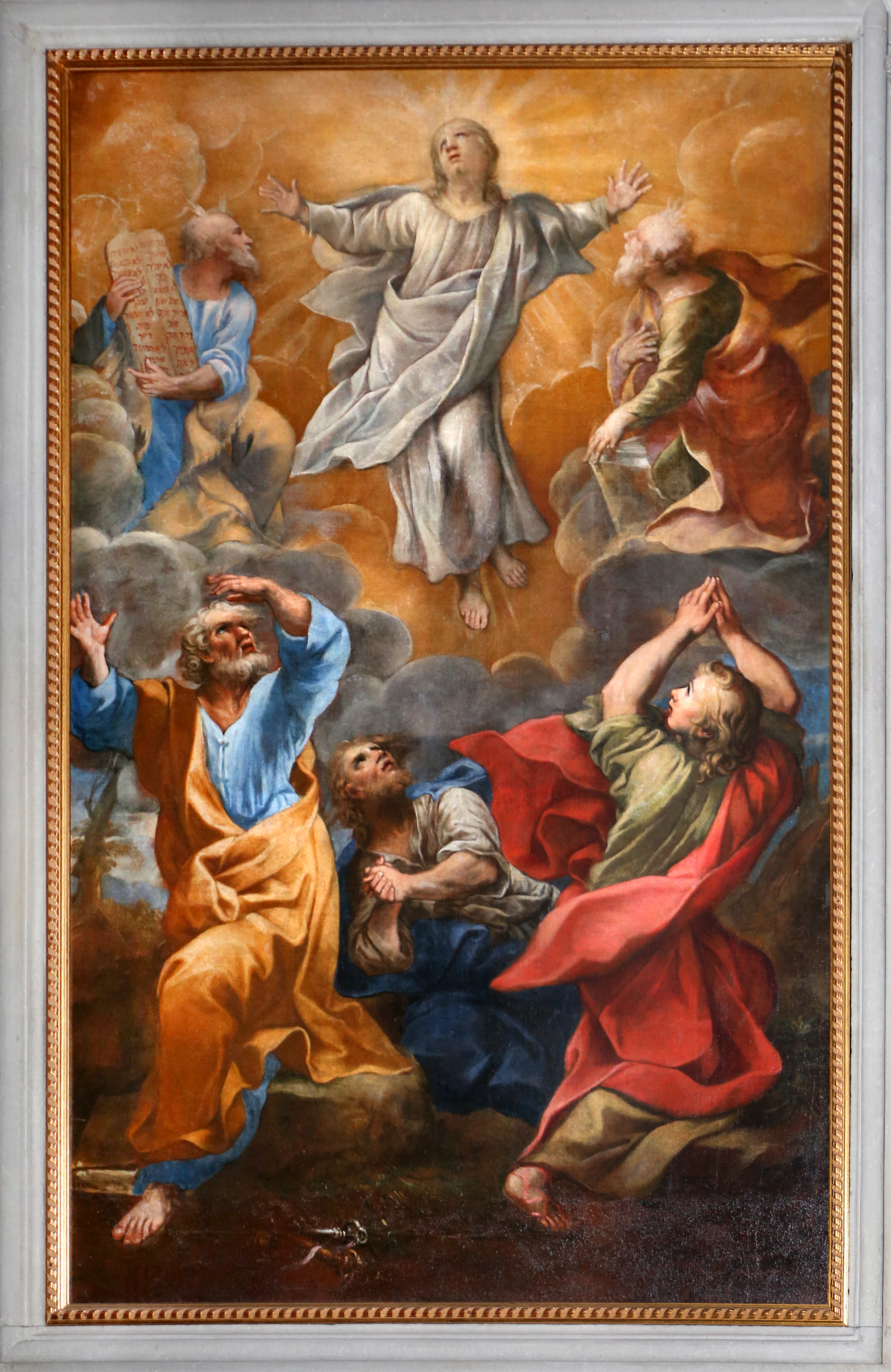
Рафаэлло Ванни. Преображение
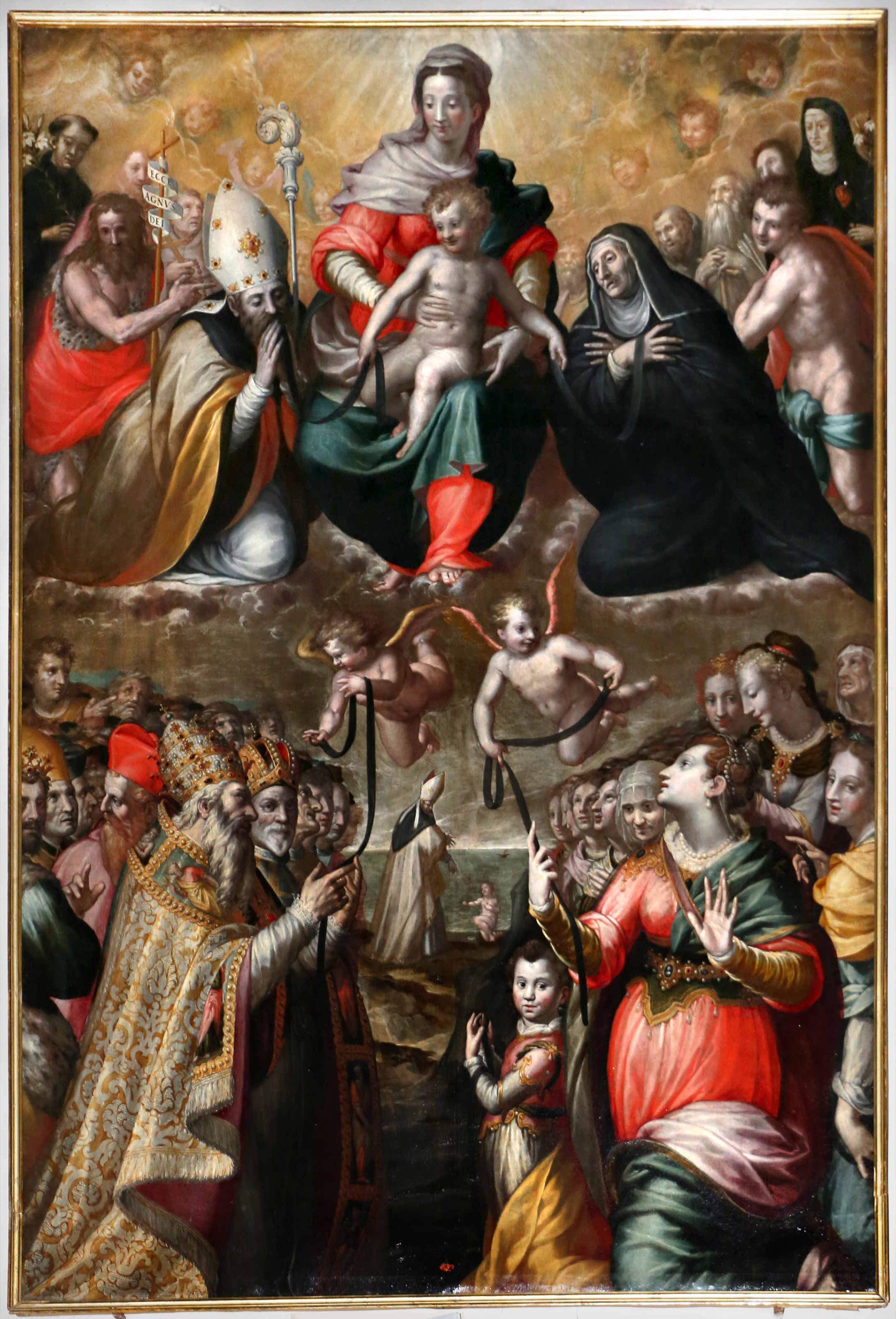
Мадоннa пояса (Маdonna della cintola). 1596
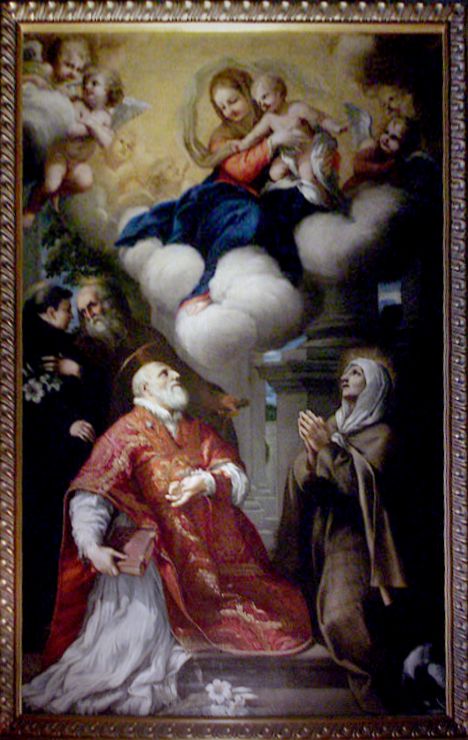
Лоренцо Берреттини. Мадонна с Младенцем и святые. XVII в.
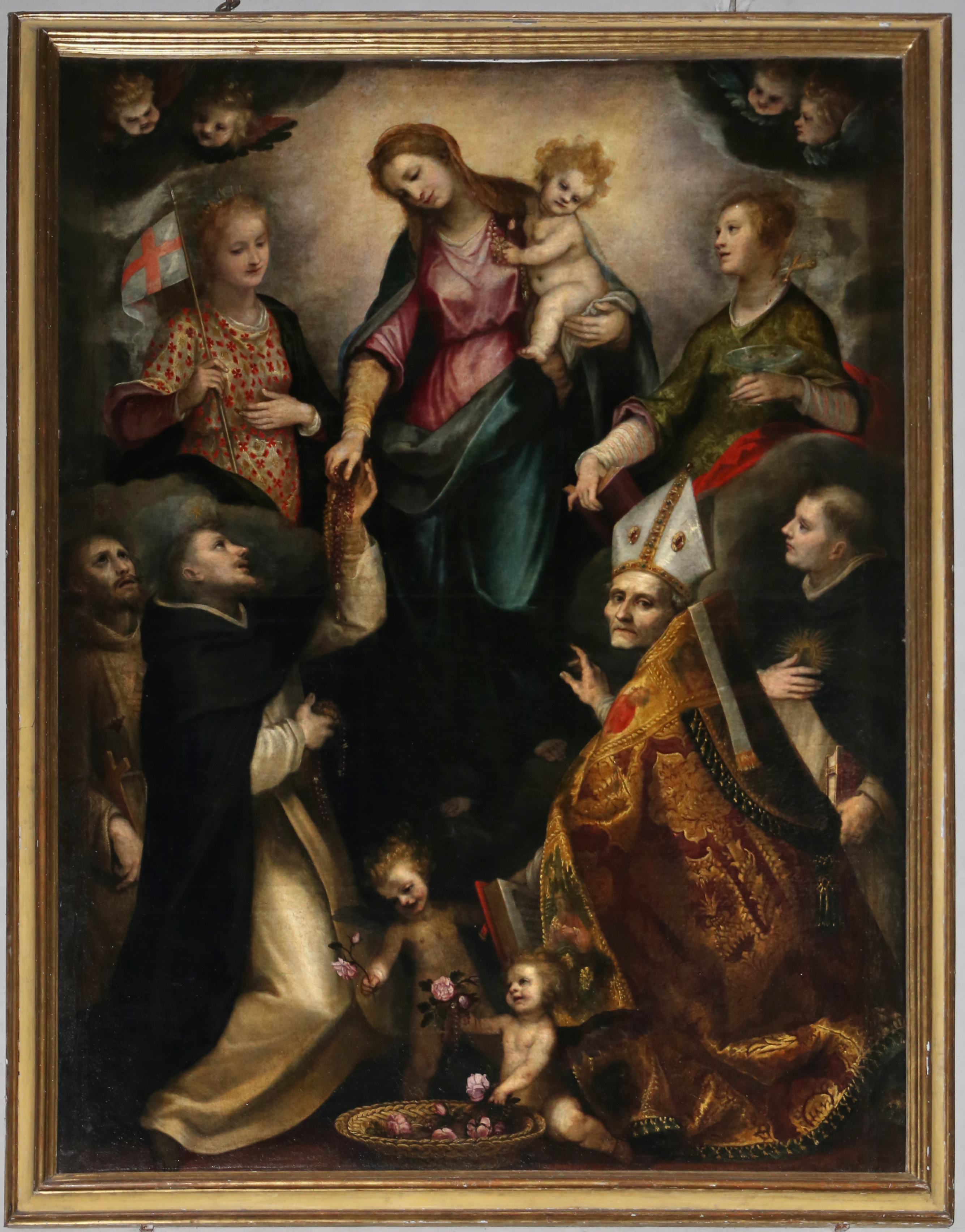
Чиголи. Мадонна дель Розарио
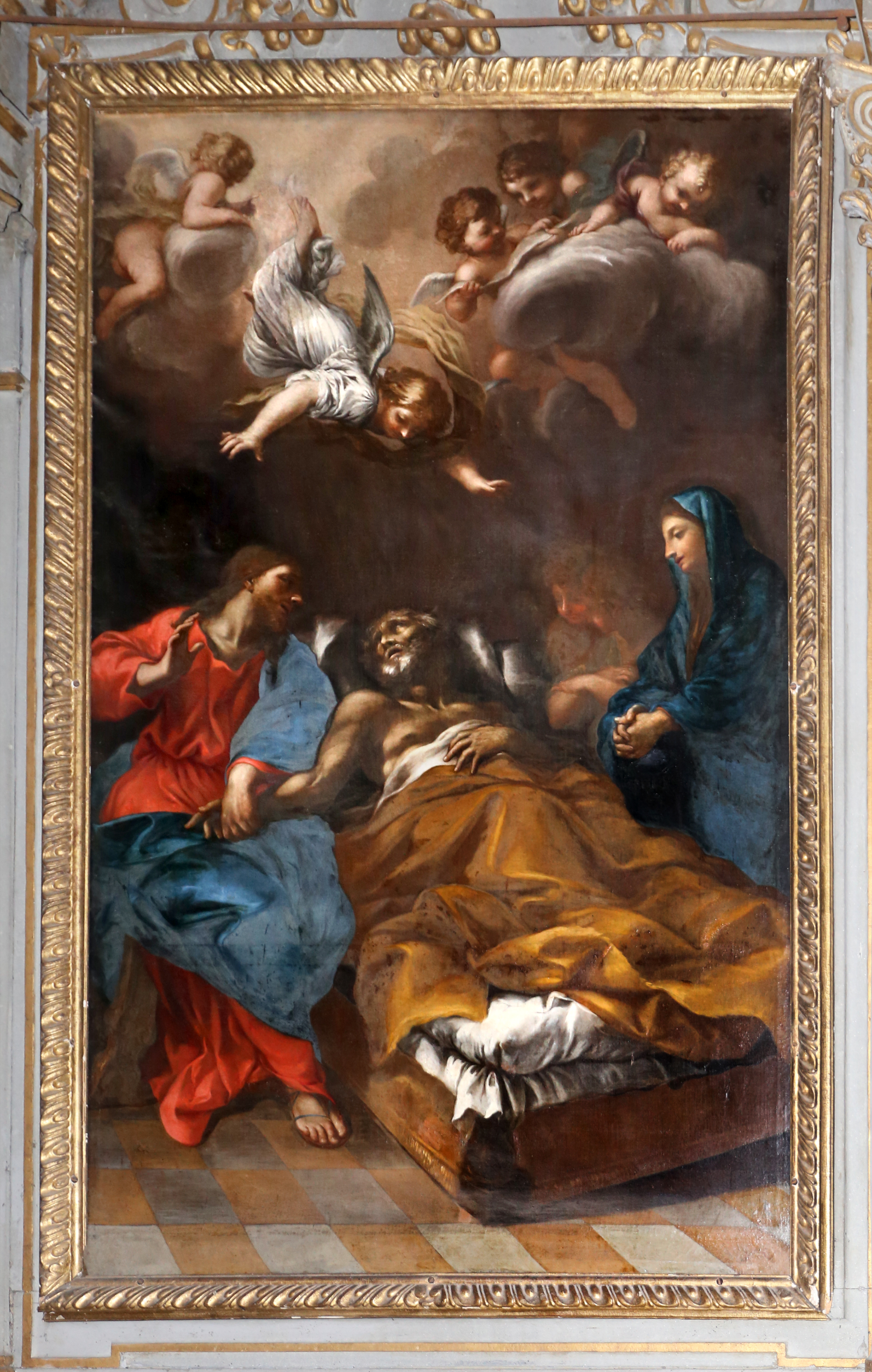
Лоренцо Берреттини. Смерть Святого Иосифа. Между 1650 и 1670
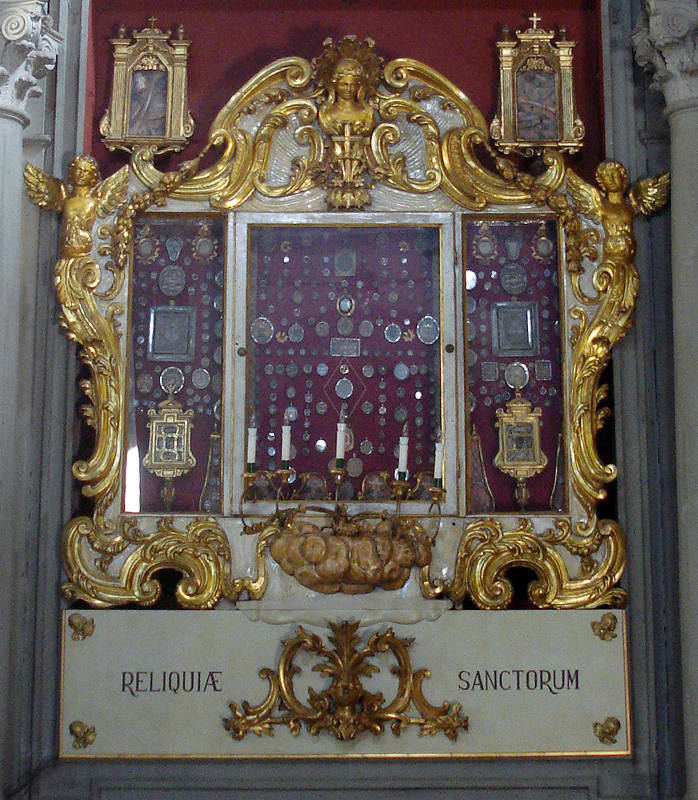
Капелла реликвий